# Shin Megami Tensei: Devil Summoner 2 - Raidou Kuzunoha vs. King Abaddon
Shin Megami Tensei: Devil Summoner 2 - Raidou Kuzunoha vs. King Abaddon (デビルサマナー 葛葉ライドウ 対 アバドン王) est un jeu vidéo de type action-RPG développé et édité par Atlus, sorti en 2008 sur PlayStation 2.

## Accueil
- 1UP.com : A[1]
- GameSpot : 7,5/10[2]
- IGN : 7,5/10[3]